# Дельта Кури
39°19′00″ пн. ш. 49°21′00″ сх. д. / 39.316666666667° пн. ш. 49.35° сх. д.
Дельта Кури знаходиться в Нефтечалінському районі Азербайджану. 
На початок XXI століття має відносно невеликі розміри (довжина 17,5 км і площа 94 км²) 

і простий лопатевий устрій. 
Однак раніше дельта була значно складнішою і мала більші розміри 
. 
На зміну дельти Кури впливає коливання рівня Каспійського моря
.
Залишки давньої більшої дельти виявлено біля берегів затоки Кизиладж. 
Вона має з'єднання з нинішнім прирусловим валом річки напівзниклими річищами. 
Раніше Кура брала участь у формуванні великої затоки на місці нинішньої Кура-Араксинської низовини. 
Потім, приблизно три-чотири століття тому, річка пробила невисокий бар'єр на сході і вийшла на відкрите узбережжя Каспійського моря. 
У районі колишнього річища Кури виявлено залишки поселень та зрошувальної мережі. 
Після зміни річища, селища і поля занепали і були занедбані 
.
Проклавши нове річище, Кура спершу заповнила відкладами низовину і невелику затоку на південний захід від сучасної дельти. 
Потім річка спрямувала річище, пробивши дюнний вал і вийшовши до узбережжя моря. 
Імовірно, після цього і почала формуватися нинішня дельта, що висувається у море. 
Ця дельта на початок XXI сторіччя відокремлена алювієм від частини Кура-Араксинської низовини 
.
У 1860 року М. О. Івашинцев проводив першу інструментальну зйомку дельти, у результаті було встановлено, що її площа становить 39,6 км², а довжина головної банки — 8 км. 
Вимірювання 1937 р. показали, що її площа зросла до 373 км², а головна банка збільшилася до 21 км. 
Якщо припускати, що збільшення дельти було більш-менш рівномірним, а також з огляду на дані старих карт, можна припустити, що сучасна дельта Кури почала формуватися не раніше кінця XVIII — початку XIX століття 
.
Істотний вплив на дельту надалі мало зниження рівня Каспію в 1970-х роках і різкий його підйом в 1978-1995 роках .